# Vanamõisa (Saue)
Vanamõisa (Duits: Wannamois) is een plaats in de Estlandse gemeente Saue vald, provincie Harjumaa. De plaats heeft de status van dorp (Estisch: küla).

## Bevolking
Het dorp had 551 inwoners op 31 december 2011 en 801 inwoners op 31 december 2021.

## Ligging
De plaats ligt aan de spoorlijn Tallinn - Paldiski. Er bestaat een station Padula, dat genoemd is naar de buurtschap Padula van Vanamõisa, maar zelf op het grondgebied van het buurdorp Koidu ligt. De Põhimaantee 11, de ringweg om Tallinn, komt door Vanamõisa. Op de grens van Vanamõisa en Alliku ligt een bron die in voorchristelijke tijden als heilig gold, de Sõeruallikas.

## Geschiedenis
Vanamõisa werd in 1241 voor het eerst genoemd onder de naam Kircotæn, een dorp. In 1325 was dat Kirkutta geworden. In 1459 werd een landgoed Kyrketey genoemd. In 1529 bleek het onder de naam Kirkotaya een ‘semi-landgoed’ (Duits: Beigut, Estisch: poolmõis) te zijn geworden, een landgoed dat deel uitmaakt van een groter landgoed, in dit geval Sack (Saku). In 1716 werd het semi-landgoed weer verzelfstandigd, nu onder de naam Wannamoisa (‘oud landgoed’). Er bestond nog steeds een dorp Kirkota, dat niet tot het landgoed behoorde. Na de onteigening van het landgoed door het onafhankelijk geworden Estland in 1919 ging Kirkota op in de nederzetting Vanamõisa die op het landgoed was ontstaan. In 1977 werden de buurdorpen Piiri en Sauevälja bij Vanamõisa gevoegd.
Het landgoed is in de loop van zijn bestaan in bezit geweest van vele bekende Baltisch-Duitse families, waaronder von Buxhoeveden, von Bremen, von Manteuffel, von Krusenstern, von Klugen, von der Pahlen, von Mohrenschildt en von Stenbock. In 1919 was het in het bezit van de familie von Staelborn, die ook het landgoed van Saue in bezit had. Het landhuis van het landgoed is verloren gegaan; enkele bijgebouwen zijn bewaard gebleven, maar wel in ingrijpend verbouwde staat.
In 2012 werd een nieuw dorp Koidu gevormd uit een deel van Vanamõisa en een deel van Alliku.